# مستدمية خمولة
مستدمية خمولة (الاسم العلمي:Haemophilus segnis) هي نوع من البكتيريا تتبع جنس المستدمية من فصيلة الباستوريلات.